# Антон Цверіна
Антон Цверіна (нім. Anton Zwerina, 7 червня 1900 — 19 травня 1973) — австрійський важкоатлет.
Срібний призер Олімпійських Ігор 1924 року в категорії до 67,5 кг.